# Óros Kallídhromon
Óros Kallídhromon är ett berg i Grekland.   Det ligger i regionen Grekiska fastlandet, i den centrala delen av landet, 130 km nordväst om huvudstaden Aten. Toppen på Óros Kallídhromon är 1 348 meter över havet, eller 73 meter över den omgivande terrängen. Bredden vid basen är 0,94 km.
Terrängen runt Óros Kallídhromon är kuperad åt sydost, men åt nordväst är den bergig. Runt Óros Kallídhromon är det ganska glesbefolkat, med 24 invånare per kvadratkilometer. Närmaste större samhälle är Amfíkleia, 11,1 km söder om Óros Kallídhromon. 